# 1991 RB11
1991 RB11 är en asteroid i huvudbältet som upptäcktes den 10 september 1991 av den amerikanske astronomen Henry E. Holt vid Palomarobservatoriet.
Asteroiden har en diameter på ungefär 13 kilometer.